# Moon Chae-won
Moon Chae-Won (Daegu, 13 de noviembre de 1986) es una actriz de cine y televisión surcoreana. Es reconocida por el papel de kisaeng en el drama Painter of the Wind (2008) y por formar parte de numerosos proyectos exitosos tales como Sorpresas del destino (2009),  War of the Arrows y Flower of Evil (2020).

## Carrera
Desde el 2021 forma parte de la agencia YNK Entertainment.
Su debut como actriz tuvo lugar en 2007 cuando obtuvo un papel en el drama Mackerel Run junto con el actor Lee Min Ho. 
Un año después alcanzaría un relevante reconocimiento con el drama histórico de 2008 Painter of the Wind. A pesar de las críticas recibidas por parte de académicos que hacían referencia a 'distorsiones históricas', la producción fue bien recibida por los televidentes, logrando así mayor popularidad y siendo emitido en diferentes países como Estados Unidos y Rumanía. Dicho drama obtuvo numerosos reconocimientos, dándole la oportunidad a Chae Won de obtener el Republic of Korea Cultural EntertainmentArt Awards como Premio Nueva Estrella. 
Un año más tarde, interpretaría a Yoo Seung Mi en el popular drama de SBS Shining Inheritance junto a Han Hyo Joo  y Lee Seung Gi. Fue una de las producciones más exitosas del año 2009 a nivel nacional alcanzando una audiencia de 47.4% durante la emisión de su último episodio, además de mantenerse como la más vista durante 19 semanas consecutivas. Su éxito no se limitó a su país de origen sino que fue emitido en Japón en 2010, nuevamente logrando el número de audiencia de su franja horaria más alto de la década, como en Taiwán y China. Su emisión internacional se dio en países de América Latina como Argentina y Venezuela, y en países de América del Norte como Estados Unidos y Canadá. 
Su primer protagónico se registra en el año 2010 con el drama It's Okay, Daddy's Girl con el veterano actor surcoreano Park In Hwan y otras estrellas como Donghae de Super Junior. El drama de SBS logró mantenerse con una buena audiencia. 
Chae Won elevó su estatus de actriz en el año 2011: por un lado, protagonizó el drama histórico de KBS2 The Princess' Man junto a Park Si Hoo, Kim Yeong-cheol  y el reconocido actor Lee Soon-jae, el cual alcanzó altos niveles de audiencia y obtuvo gran popularidad. Se realizó una gira de promoción a Japón y fue emitido en Filipinas, Tailandia, Sri Lanka, Kurdistán, Costa Rica, El Salvador, México y Panamá. Por el otro, formó parte del cast del blockbuster War of the Arrows dirigida por Kim Han-min. El filme fue elogiado por sus escenas de combate y por las actuaciones de los protagonistas. Solo en la fecha del 4 de septiembre vendió 5 millones de boletos en Corea del Sur, lo que permitió que se convirtiera en la tercera película con mayor venta de entradas detrás de Transformers: El lado oscuro de la luna y Sunny. Gracias al papel de Ja In, Moon ganó el premio a Mejor Actriz Nueva en los Grand Bell Awards y en los Blue Dragon Film Awards. 
Entre los dramas que participó se encuentran The Innocent Man/Nice Guy (KBS2, 2011) junto al actor Song Joong Ki, My Fair Lady (KBS2, 2009), Good Doctor (KBS2, 2013), Goodbye Mr. Black (MBC, 2016) y el remake de la serie norteamericana Criminal Minds (tvN, 2017) teniendo como compañero al actor Lee Joon Gi.
A mitad del año 2017, Namoo Actors confirmaba que junto a Cho Seung Woo y Ji Sung In, formaría parte del reparto de la película de temática histórica "Propitious Site for Grave"/"Myung-dang" dirigida por Park Hee-Kon, en el papel de Cho Sun. Tras finalizar el rodaje del filme en enero de 2018,  la actriz comunicó que se retiraría de la actuación de formal temporal por problemas de salud. 
A principios de 2018, era confirmada como protagonista del drama de tvN basado en el webcómic de Dol Bae, "Tale of Gyeryong Fairy" (también conocida como "Mama Fairy And The Woodcutter").
En enero de 2020 se anunció que se había unido al elenco principal de la serie  Flower of Evil, donde da vida a Cha Ji-won, una detective de homicidios y la esposa de Baek Hee-sung (Lee Joon-gi).

## Filmografía

### Televisión
| Año     | Título                        | Papel               | Canal  | Notas                        | Ref.              |
| ------- | ----------------------------- | ------------------- | ------ | ---------------------------- | ----------------- |
| 2007    | Reconstruction of Love        | Joven Hwang Hyo-eun | Dramax | Episodio 2: "살까지 뺐는데!" |                   |
| 2007    | Mackerel Run                  | Min Yoon-seo        | SBS    |                              |                   |
| 2008    | Painter of the Wind           | Jung-hyang          | SBS    |                              |                   |
| 2009    | Brilliant Legacy              | Yoo Seung-mi        | SBS    |                              |                   |
| 2009    | My Fair Lady                  | Yeo Eui-joo         | KBS2   |                              |                   |
| 2010    | Road No. 1                    | Min Young-jin       | MBC    | cameo, episodio 20           |                   |
| 2010    | It's Okay, Daddy's Girl       | Eun Chae-ryung      | SBS    |                              |                   |
| 2011    | The Princess' Man             | Lee Se-ryung        | KBS2   |                              |                   |
| 2012    | The Innocent Man              | Seo Eun-gi          | KBS2   |                              |                   |
| 2015-16 | Good Doctor                   | Cha Yoon-seo        | KBS2   |                              |                   |
| 2016    | Goodbye Mr. Black             | Swan                | MBC    |                              |                   |
| 2017    | Criminal Minds                | Ha Sun Woo          | tvN    |                              |                   |
| 2018    | Mama Fairy and the Woodcutter | Sun Ok Nam          | tvN    |                              |                   |
| 2020    | Flower of Evil                | Det. Cha Ji-won     | tvN    |                              |                   |
| 2023    | Payback                       | Park Joon-kyung     | SBS    |                              | [ 5 ] [ 6 ] [ 7 ] |

### Cine
| Año  | Título                    | Rol          | Notas                          |
| ---- | ------------------------- | ------------ | ------------------------------ |
| 2008 | Our School's E.T.         | Lee Eun-shil |                                |
| 2011 | War of the Arrows         | Choi Ja-En   | [ 8 ]                          |
| 2014 | Awaiting                  | Yeon-hee     | Cortometraje de Beautiful 2014 |
| 2015 | Love Forecast             | Kim Hyun-woo |                                |
| 2016 | Mood of the Day           | Bae Soo-Jung |                                |
| 2018 | Propitious Site for Grave | Cho Sun      |                                |
| 2021 | Floor                     | Kim Kang-ho  | [ 9 ]                          |
| 2022 | We Grow Up                |              | [ 10 ]                         |

### Programas de entretenimiento
| Año  | Título                              | Canal   | Notas                                                |
| ---- | ----------------------------------- | ------- | ---------------------------------------------------- |
| 2009 | Happy Together - Temporada 3        | KBS2    | Invitado, episodios 110-111                          |
| 2011 | Happy Together - Temporada 3        | KBS2    | Invitado, episodio 206                               |
| 2014 | Get It Beauty                       | OnStyle | Invitado, episodio 8 en el segmento "Talking Mirror" |
| 2015 | Running Man                         | SBS     | Invitado, episodios 228-229                          |
| 2016 | Please Take Care of My Refrigerator | JTBC    | Invitado, episodios 60-61                            |

### Vídeos musicales
| Año  | Título de la canción | Artista       |
| ---- | -------------------- | ------------- |
| 2007 | "Parting Once Again" | Sung Si-kyung |

## Discografía
| Año  | Título de la canción | Notas                            |
| ---- | -------------------- | -------------------------------- |
| 2011 | "Clementine"         | OST para It's Okay, Daddy's Girl |

## Reconocimientos y premios
| Año  | Premio                                                   | Categoría                                                      | Trabajo                 |
| ---- | -------------------------------------------------------- | -------------------------------------------------------------- | ----------------------- |
| 2008 | 16th Republic of Korea Cultural Entertainment Art Awards | Premio Nueva Estrella                                          | The Painter of the Wind |
| 2008 | SBS Drama Awards                                         | Premio Nueva Estrella                                          | The Painter of the Wind |
| 2008 | SBS Drama Awards                                         | Mejor Pareja con Moon Geun Young                               | The Painter of the Wind |
| 2009 | Seoul Drama Awards                                       | Mejor Actriz de Asia                                           | Shining Inheritance     |
| 2011 | 48th Daejong Film Awards                                 | Mejor Nueva Actriz                                             | War of the Arrows       |
| 2011 | 32nd Blue Dragon Film Awards                             | Mejor Nueva Actriz                                             | War of the Arrows       |
| 2011 | 32nd Blue Dragon Film Awards                             | Audience Choice Award for Most Popular Film                    | War of the Arrows       |
| 2011 | 9th Korea Lifestyle Awards by Dong-A TV                  | Artista Femenina Mejor Vestida                                 | Reconocimiento          |
| 2011 | 3rd Asian Jewelry Awards                                 | Categoría Diamante de Actriz                                   | Reconocimiento          |
| 2011 | 27th Korea Best Dresser Swan Awards                      | Artista Femenina Mejor Vestida                                 | The Princess' Man       |
| 2011 | 19th Republic of Korea Cultural Entertainment Art Awards | Excelencia Actriz                                              | War of the Arrows       |
| 2011 | 19th Republic of Korea Cultural Entertainment Art Awards | Mejor Actriz                                                   | The Princess' Man       |
| 2011 | KBS Drama Awards                                         | Mejor Pareja con Park Shi Hoo                                  | The Princess' Man       |
| 2011 | KBS Drama Awards                                         | Premio Popularidad                                             | The Princess' Man       |
| 2011 | KBS Drama Awards                                         | Premio Top Excelencia Actriz                                   | The Princess' Man       |
| 2012 | KBS Drama Awards                                         | Premio Mejor Pareja con Song Joong Ki                          | Innocent Man            |
| 2012 | KBS Drama Awards                                         | Premio de los Internautas                                      | Innocent Man            |
| 2012 | KBS Drama Awards                                         | Mejor Actriz                                                   | Innocent Man            |
| 2013 | KBS Drama Awards                                         | Premio Mejor Pareja con Joo Won                                | Good Doctor             |
| 2013 | KBS Drama Awards                                         | Premio de la Popularidad                                       | Good Doctor             |
| 2013 | KBS Drama Awards                                         | Premio a la Excelencia, Actriz en un Drama de Mediana Duración | Good Doctor             |
| 2015 | 19th Bucheon International Fantastic Film Festival       | Premio Elección de los Productores                             | Today's Love            |